# Contea di Putnam (New York)
La contea di Putnam, in inglese Putnam County, è una contea del sud-est dello Stato di New York negli Stati Uniti. Fa parte dell'area metropolitana di New York.

## Geografia fisica
La contea su trova nel sud-est dello Stato, al confine con il Connecticut. Ad ovest il confine è segnato dal fiume Hudson, che la separa dalle contee di Orange a ovest e di Rockland a sud-ovest. A est è segnato dal fiume Connecticut.
Il territorio è prevalentemente collinare essendo interessato dalle alture delle Hudson Highlands. La massima elevazione viene raggiunta in prossimità dello Scofield Ridge di 469 metri.
La contea è ricca di laghi sia naturali che artificiali. Tra i laghi sono da ricordare il lago Oscawana e le riserve di Croton Falls Reservoir e di Bog Brook Reservoir, che con altri laghi artificiali, riforniscono di acqua potabile la città di New York.

### Contee confinanti
- Contea di Dutchess - nord
- Contea di Fairfield (Connecticut) - est
- Contea di Westchester - sud
- Contea di Rockland - sud-ovest
- Contea di Orange - ovest

## Storia
Prima di essere colonizzata dagli europei, il territorio era attraversato da nativi di lingua algonchina, come gli Wappinger. La contea deve il suo nome al generale della guerra d'indipendenza Israel Putnam. Il territorio della contea faceva parte della contea di Dutchess fino al 1812, quando ne venne separato per dar vita all'attuale contea.

## Comuni
- Brewster - village
- Carmel (capoluogo) - town
- Cold Spring - village
- Kent - town
- Nelsonville - village
- Patterson - town
- Philipstown - town
- Putnam Valley - town
- Southeast - town

## Census-designated place
- Brewster Heights
- Brewster Hill
- Carmel
- Lake Carmel
- Mahopac
- Peach Lake (condiviso con la contea di Westchester)
- Putnam Lake